# Intel Threading Building Blocks
Intel Threading Building Blocks (також відома як TBB) — кросплатформна бібліотека шаблонів С++, розроблена компанією Intel для паралельного програмування. Бібліотека містить алгоритми і структури даних, що дозволяють програмісту уникнути багатьох складнощів, що виникають при використанні традиційних реалізацій потоків, таких як POSIX Threads, Windows threads або Boost Threads, в яких створюються окремі потоки виконання, що синхронізуються і зупиняються вручну. Бібліотека TBB абстрагує доступ до окремих потоків. Всі операції трактуються як «задачі», які динамічно розподіляються між ядрами процесора. Крім того, досягається ефективне використання кешу. Програма, написана з використанням TBB, створює, синхронізує і руйнує графи залежностей завдань відповідно до алгоритму. Потім завдання виконуються відповідно до залежностей. Цей підхід дозволяє програмувати паралельні алгоритми на високому рівні, абстрагуючись від деталей архітектури конкретної машини.

## Вміст бібліотеки
TBB це колекція компонент для паралельного програмування:
- Базові алгоритми: parallel_for, parallel_reduce, parallel_scan
- Розвинуті алгоритми: parallel_while, parallel_do, parallel_pipeline, parallel_sort
- Контейнери: concurrent_queue, concurrent_priority_queue, concurrent_vector, concurrent_hash_map
- Виділення пам'яті: scalable_malloc, scalable_free, scalable_realloc, scalable_calloc, scalable_allocator, cache_aligned_allocator
- Взаємне виключення: mutex, spin_mutex, queuing_mutex, spin_rw_mutex, queuing_rw_mutex, recursive_mutex
- Атомарні операції: fetch_and_add, fetch_and_increment, fetch_and_decrement, compare_and_swap, fetch_and_store
- Час: платформонезалежна реалізація дрібногранульованої глобальної мітки часу
- Планування завдань: безпосередній доступ до контролювання створення та виконання завдань

## Історія
Версія 1.0 була випущена фірмою Інтел 29 серпня 2006, через рік після випуску свого першого двоядерного процесора Pentium D.
Версія 1.1 була випущена 10 квітня 2007. 5 червня бібліотека була додана до складу Intel C++ Compiler 10.0 Professional Edition.
Версія 2.0 була випущена 24 липня 2007. Був відкритий вихідний код бібліотеки і був створений проект з відкритим вихідним кодом з ліцензією GPLv2. Бібліотека також доступна під комерційною ліцензією без вихідного коду, але з доступом до технічної підтримки. Функціональність обох бібліотек однакова.
Версія 2.1 була випущена 22 липня 2008.
Версія 2.2 була випущена 5 серпня 2009 року. Вона включає в себе підтримку лямбда-функцій C++0x.
Версія 3.0 була випущена 4 травня 2010. Список вдосконалень
Версія 4.0 була випущена 8 вересня 2011. Був доданий новий функціонал, див.
Починаючи з версії 3.0 проміжні оновлення TBB виходять у форматі TBB X.0 update N, наприклад TBB 4.0 update 2.

## Приклади використання
У цій програмі елементи масиву обробляються функцією Calculate паралельно.
```
// Підключаються необхідні заголовні файли

#include “tbb/blocked_range.h”

#include “tbb/parallel_for.h”

// Кількість елементів вектора

const
 
int
 
SIZE
 
=
 
10000000
;

// Клас-обробник

class
 
CalculationTask

{

	
double
 
*
myArray
;

public
:

	
// Оператор () виконується над діапазоном з простору ітерацій

	
void
 
operator
()(
const
 
tbb
::
blocked_range
<
int
>
 
&
r
)
 
const

	
{

		
for
 
(
int
 
i
 
=
 
r
.
begin
();
 
i
 
!=
 
r
.
end
();
 
i
++
)

			
Calculate
(
myArray
[
i
]);

	
}

	
// Конструктор

	
CalculationTask
 
(
double
 
*
a
)
 
:
 
myArray
(
a
)
 
{
 
}

};

int
 
main
()

{

	
double
 
*
myArray
 
=
 
new
 
double
[
SIZE
];

	
// Запуск паралельного алгоритму for

	
tbb
::
parallel_for
(
tbb
::
blocked_range
<
int
>
(
0
,
 
SIZE
),
 
CalculationTask
(
myArray
));

	
delete
[]
 
myArray
;

	
return
 
0
;

}

```

З використанням лямбда-функцій з С ++ 11:
```
// Підключаються необхідні заголовні файли

#include “tbb/blocked_range.h”

#include “tbb/parallel_for.h”

// Кількість елементів вектора

const
 
int
 
SIZE
 
=
 
10000000
;

int
 
main
()

{

	
double
 
*
myArray
 
=
 
new
 
double
[
SIZE
];

	
// Запуск паралельного алгоритму for

	
tbb
::
parallel_for
(
tbb
::
blocked_range
<
int
>
(
0
,
 
SIZE
),

	
// Лямбда-функція

	
[
myArray
](
const
 
tbb
::
blocked_range
<
int
>
 
&
r
)

	
{

		
for
 
(
int
 
i
 
=
 
r
.
begin
();
 
i
 
!=
 
r
.
end
();
 
i
++
)

			
Calculate
(
myArray
[
i
]);

	
});

	
delete
[]
 
myArray
;

	
return
 
0
;

}

```

## Підтримувані операційні системи
Комерційна версія TBB 4.0 підтримує Microsoft Windows (XP або вище), Mac OS X (версія 10.5.8 або вище) і Linux, використовуючи різні компілятори (Visual C++ (версія 8.0 або вище, тільки на Windows), Intel C++ compiler (версія 11.1 або вище) або GNU Compiler Collection (gcc, версія 3.4 і вище)). Крім того, співтовариство відкритої версії TBB відправило її на Sun Solaris, PowerPC, Xbox 360, QNX Neutrino, і FreeBSD.